# Anisodes ceramis
Anisodes ceramis là một loài bướm đêm trong họ Geometridae.